# LG G6
LG G6 es un teléfono inteligente de Android desarrollado por LG Electrónics. Fue anunciado durante el Congreso Mundial Móvil como el sucesor al LG G5 de 2016. El G6 se distingue de sus predecesores por su pantalla de 18:9 y por abandonar la modularidad del LG G5.